# 21311 Servius
21311 Servius (1996 XC9) là một tiểu hành tinh vành đai chính được phát hiện ngày 4 tháng 12 năm 1996 bởi V. S. Casulli ở Colleverde di Guidonia.